# Mataura
Mataura – rzeka w południowej części Wyspy Południowej w Nowej Zelandii. Ma swoje źródła w górach Eyre Mountains, na południe od jeziora Wakatipu. Płynie przez region Southland. Jej długość wynosi 240 km. Uchodzi do oceanu, do zatoki Toetoes.